# Helleh
Helleh (tiếng Ả Rập: حلة) là một ngôi làng Syria nằm ở Kafr Takharim Nahiyah ở huyện Harem, Idlib. Theo Cục Thống kê Trung ương Syria (CBS), Helleh có dân số 277 người trong cuộc điều tra dân số năm 2004.